# Посипайко Ігор Юрійович
Ігор Юрійович Посипайко (нар. 14 березня 1979, Київ) — телеведучий, режисер та продюсер розважальних шоу на національних телеканалах та в youtube. Засновник відео студіі “Ютюбошна”.
Став відомий як ведучий, автор і продюсер численних телепроєктів на телеканалах 1+1, ICTV та Перший національний: "ТАЧКИ", "Зірковий Тест-Драйв", "Навколо світу за 48 годин", "Катастрофи", "Ключ від спокуси", "Прогноз погоди", "Національний відбір на Євробачення", "Національна двадцятка" та ін. 
Ігор веде активний спосіб життя, серед його постійних захоплень кайтсерфінг, сноукайтинг, вітрильний спорт, гірськолижний фрістайл та фрірайд, рафтинг, кільцеві автогонки, картинг тощо.

## Біографія
Народився 14 березня 1979 року в Києві. У дитинстві закінчив музичну школу, займався бальними танцями, фігурним катанням, малюванням, гірськолижним і вітрильним спортом. У студентські роки виграв понад 10 освітніх грантів на навчання та стажування в університетах Європи та США (Страсбург, Гаага, Будапешт, Відень, Брюссель, рік в університеті Південного Мена, Портленд).
З 1999 по 2001 рік працював у Нью-Йоркському секретаріаті ООН на період Генеральної Асамблеї. У 2002 році закінчив Київський інститут міжнародних відносин за курсом міжнародного права з дипломом магістра міжнарожного права. У 2003 році закінчив магістратуру Единбурзького університету ( Шотландія) за курсом міжнародне комерційне право. 4 роки працював адвокатом в британській юридичній фірмі в Лондоні та Києві.
З 2006 року працює ведучим на українських телеканалах, продюсує виробництво телепроєктів, веде і організовує масові, корпоративні та приватні заходи. З 2006 по 2009 рік грав у складі українського лаунж-рок гурту «Фарбований Лис» як клавішник і саундпродюсер.
У 2010 році був співзасновником продюсерського центру PM Studio, який займався продюсуванням таких проєктів, як Балет Олени Шоптенко та Дмитра Дікусара «Кітч», кавер-бенду з хуліганських минулим «Кітч-бенд» та ін.
У 2011 році заснував відео-продакшен студію "МИ Production", яка займалася виробництвом телепроєктів ("ТАЧКИ", "Зірковий тест-драйв", "Навколо світу за 48 годин", "Феєрія життя" тощо).
На другий день широкомаштабного вторгнення Ігор Посипайко долучився до лав Київської тероборони. Згодом організував та очолив загін аєророзвідників, які прикривали лінію зіткнення з боку Гостомеля біля легендарного блокпосту «Жираф». Після відходу окупантів від Києва, Посипайко долучився до команди волонтерів зоозахисників та допомагав з евакуацією зоопарків, зокрема екопарку Ясногородка та екопарку Фельдмана (Харків).